# Tasmanmeer
Het Tasmanmeer is een gletsjermeer aan het eind van de Tasmangletsjer in het Nationaal park Aoraki/Mount Cook op het Zuidereiland in Nieuw-Zeeland.
In de vroege jaren 1970 waren er meerdere kleine vijvers met smeltwater van de Tasmangletsjer. In 1990 waren deze vijvers opgegaan in één groot meer, het Tasmanmeer.
Het Tasmanmeer blijft zich uitbreiden doordat de Tasmangletsjer zich terugtrekt. In 2008 was het meer 7 kilometer lang, 2 kilometer breed en 245 meter diep. Het zal naar verwachting groeien tot een maximale lengte van ongeveer 16 kilometer in de komende een à twee decennia.
Een boottocht tussen de ijsbergen op het Tasmanmeer is nu een populaire toeristische activiteit.
Het meer is vernoemd naar de Nederlandse ontdekkingsreiziger Abel Tasman.

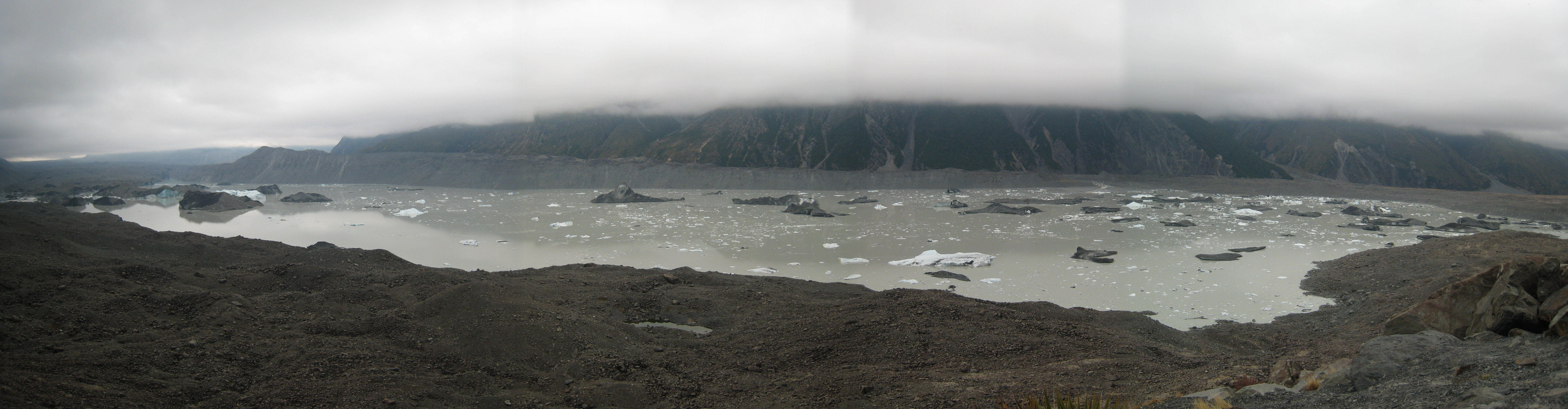
Panorama